# Lamellaria rhombica
Lamellaria rhombica är en snäckart som beskrevs av Dall 1871. Lamellaria rhombica ingår i släktet Lamellaria och familjen Lamellariidae. Inga underarter finns listade i Catalogue of Life.